# Příseka
Příseka település Csehországban, a Havlíčkův Brod-i járásban. Příseka Nová Ves u Světlé, Služátky, Pohleď, Světlá nad Sázavou és Malčín településekkel határos. Lakosainak száma 440 fő (2024. január 1.).

## Népesség
A település lakosságának változását az alábbi diagram mutatja:
| Lakosok száma | 228  | 260  | 349  | 305  | 321  | 413  | 401  | 407  | 417  | 440  |
|               | 1869 | 1900 | 1921 | 1961 | 1980 | 2011 | 2016 | 2019 | 2021 | 2024 |